# Pietro Tribuno
Pietro Tribuno (muerto en 912) fue el dux de Venecia desde 887 hasta su muerte. Era hijo de Domenico Tribuno y Agnella, la sobrina de Pietro I Candiano, a quien sucedió como dux tras un breve período en el que el anciano y enfermo Giovanni II Participazio administró la ciudad.
Inmediatamente después de su sucesión, empezó las negociaciones con los sucesores de Carlos III el Gordo. En 888, negoció un tratado con Arnulfo de Carintia, y de nuevo en 891. El primer tratado aseguró la jurisdicción sobre los ciudadanos venecianos en el extranjero. La intención de esta cláusula era incrementar el comercio veneciano en el Imperio carolingio ofreciendo a los mercaderes la protección de sus propias leyes. Los beneficios económicos no se hicieron esperar, y los años 890 vieron en Venecia el crecimiento de la relativamente nueva industria del hierro. Mientras tanto, la reclamación de tierras continuó a buen ritmo.
En 898, los magiares invadieron por primera vez territorio veneciano, en una incursión que resultó ser la precursora de algo más permanente. En el año 899 fue invadida toda la Lombardía, y los magiares se volvieron entonces contra Venecia. Cayeron primero Cittanova, Fine y Equilo, y luego Quarto d'Altino. Finalmente, pasando por Chioggia y Pellestrina hacia Malamocco, los magiares llegaron a Albiola para encontrarse con una vasta hueste veneciana bajo Tribuno esperándoles. Los húngaros utilizaron pequeñas coracles para cruzar el agua, pero esto se mostró ineficaz contra las galeras venecianas. Los invasores fueron derrotados, en la primera gran victoria militar de Venecia desde la derrota de Pipino de Italia casi un siglo antes.
Tras la retirada húngara, Tribuno dedicó sus esfuerzos a las defensas interiores de Rialto. Construyó un gran muro desde el este de Olivolo a la Riva degli Schiavoni y de allí a Santa Maria Zobenigo. También se extendió una gigantesca cadena a lo largo del Gran Canal desde San Gregorio en Dorsoduro al sitio hoy ocupado por el Palazzo Gaggia. Según la crónica de Juan el Diácono, escrita un siglo después, con la construcción de aquel muro Venecia se convirtió en una civitas, a menudo traducido como «ciudad», un evento que marcó un punto de inflexión en la historia de Venecia.
Tribuno murió en 912 y fue enterrado en la iglesia de San Zacarías, y fue sucedido por Orso II Participazio.